# Te John, Grease, & Wolfman
| Recensione | Giudizio |
| ---------- | -------- |
| AllMusic   |          |

Te John, Grease, & Wolfman è il secondo album di Charlie Daniels, pubblicato dalla Kama Sutra Records nel 1972.
Il titolo del disco si riferisce ai soprannomi dei tre componenti del gruppo (Earl Grigsby, Joel DiGregorio e Jeffrey Myer).
Nell'album si possono cogliere le prime influenze stilistiche degli Allman Brothers, esponenti di punta del southern rock.

## Tracce
Lato A
1. Great Big Bunches of Loves – 3:44 (Charlie Daniels)
2. I'll Try Again Tomorrow – 4:19 (Charlie Daniels, Joel DiGregorio)
3. Parchmont Farm – 2:20 (Mose Allison)
4. Tomorrow's Gonna Be Another Day – 2:30 (Charlie Daniels)
5. Black Autumn – 5:15 (Charlie Daniels, Earl Grigsby)

Durata totale: 18:08
Lato B
1. In the City – 3:50 (Charlie Daniels)
2. King Size Rosewood Bed – 4:19 (Charlie Daniels)
3. Evil – 2:33 (Charlie Daniels)
4. Billy Joe Young – 3:19 (Charlie Daniels)
5. Drinkin' Wine Spodie Odie – 5:03 (Jay Mayo Williams, Granville Stick McGhee)

Durata totale: 19:04

## Formazione
- Charlie Daniels - chitarra, fiddle, mandolino
- Charlie Daniels - voce solista (eccetto nei brani: Parchmont Farm, Black Autumn, King Size Rosewood Bed e Billy Joe Young)
- Joel (Grease) DiGregorio - tastiere
- Joel (Grease) DiGregorio - voce solista (brani: Parchmont Farm, Black Autumn, King Size Rosewood Bed, Evil e Billy Joe Young)
- Earl (Te John) Grigsby - basso
- Jeffrey (Wolfman) Myer - batteria, percussioni